# Torpedo Rīga
El Torpedo Riga fue un equipo de fútbol de Letonia que alguna vez jugó en la Virsliga, la primera división de fútbol en el país.

## Historia
Fue fundado en el año 1979 en la capital Riga como FK Daugava fundado por el gremio de taxistas de la capital, por lo que sus jugadores trabajaban medio tiempo como taxistas para sobrevivir, un trabajo considerado fácil y de paga buena para aquellos tiempos en donde el fútbol era prácticamente de categoría aficionada.
En 1979 debuta en la Virsliga y en 1984 gana la Virsliga, una de las tres que ganó cuando el país estaba bajo control soviético, así como una Copa de Letonia en 1989. En 1992 cambia su nombre al de Vidus Riga y pierde contacto con el gremio de taxistas.
Sin mucho éxito en sus primeros años luego de la caída de la Unión Soviética, el equipo cambia de nombre por el de Amstrig Rīga por razones de patrocinio, y sin buenos resultados, vuelven a cambiar de nombre por el de Daugava Riga en 1996.
En ese año jugaron en la Virsliga y terminaron en segundo lugar de la liga solo detrás del Skonto FC, y para 1998 cambian su nombre por el de LU/Daugava Rīga, donde comenzaron a tener problemas financieros, tanto que para 1999 la mayoría de sus jugadores se fueron al FK Riga luego del descenso a la Primera Liga de Letonia en 1998.
En 1999 retornan a la Virsliga, pero con los recursos económicos limitados le era difícil hacer un equipo competitivo en la primera división, tanto que solo ganaron 2 partidos en la temporada y descendieron a la Primera Liga de Letonia, donde se fusionaron con el Policijas FK y crearon al PFK Daugava, desapareciendo oficialmente.

## Palmarés
- Virsliga: 3

1984, 1986, 1987
- Copa de Letonia: 1

1989

## Jugadores

### Jugadores destacados
- Grigorijs Kuzņecovs
- Artūrs Zakreševskis
- Mihails Miholaps
- Vits Rimkus
- Andrejs Piedels
- Francisco Bazan
- Chris Christofi
- Panayiotis Engomitis
- Costas Foti

## Entrenadores

### Entrenadores destacados
- 19??–1994 -  Arkādijs Perkins
- 1995 -  Georgijs Gusarenko
- 1996–1997 -  Jurijs Popkovs
- 1998–2000 -  Igors Kļosovs